# Эльпока
Эльпока (англ. Elpoca Mountain) — гора в провинции Альберта (Канада).
Эльпока имеет высоту 3036 метров, согласно другим источникам — 3029 метров. Расположена в Канадских Скалистых горах, в южной части хребта Опал. «Родительская гора» — Эван-Томас (3097 м), расположенная в 12,2 км к северу; обе вершины находятся на территории провинциального парка Питер-Лохид.
Название горы — словослияние названия двух близлежащих рек, Элбоу и Покатерра-Крик; оно официально было утверждено СпГНК в 1928 году. Впервые покорена в 1960 году альпинистами Г. Д. Элиотом, Х. Кирби и П. С. Скрибенсом.
Гора состоит из осадочных пород, сформировавшихся во время докембрия—юры (ларамийский орогенез). Ручьи западного склона впадают в реку Кананаскис, восточного — в реку Элбоу.
Согласно классификации климатов Кёппена, Эльпока находится в субарктическом климате, характеризуемом холодной снежной зимой и мягким летом. Зимой температура может опускаться до -20°С, во время сильного ветра по ощущениям до -30°С, поэтому восхождение на гору рекомендуется с июня по сентябрь.